# 창녕 관음사 아미타불회도
창녕 관음사 아미타불회도(昌寧 觀音寺 阿彌陀佛會圖)는 대한민국 경상남도 창녕군, 관음사에 있는 조선시대의 불화이다. 2013년 1월 3일 경상남도 문화재자료 제561호로 지정되었다.
이 아미타불회도는 1865년(同治4年) 제작된 것으로 화면 구성이 단순하다는 특징이 있다. 인물 등 화면 구성의 단조로움은 장식성을 절제하여 도상의 명료함을 강조하였다. 채색은 적색, 녹색, 청색 등을 기본색으로 하고 녹색과 청색에 호분을 섞은 양록과 백군을 섞은 중간색감을 사용하여 차분한 분위기의 효과를 나타내었다. 주부(主副)에 따라 인물의 크기를 조절하여 원근감을 나타내었다.
19세기 불화의 특징인 도상의 생략과 혼재 등을 추구하였으며, 안정된 색채와 문양을 절제해 사용하는 화승의 개성이 드러나고 있다.

## 참고 자료
- 창녕 관음사 아미타불회도 - 국가유산청 국가유산포털